# La Sabotterie
La Sabotterie est une commune française, située dans le département des Ardennes en région Grand Est.

## Géographie
|           | Jonval        | Chagny    |
| Suzanne   | La Sabotterie | Marquigny |
| Tourteron |               | Lametz    |

La Sabotterie se situe à une demi-heure de Charleville-Mézières et 20 minutes de Rethel ou Vouziers. Mais c'est aussi à environ 10 minutes de Le Chesne ou bien d'Attigny.

### Hydrographie
La commune est dans la région hydrographique « la Seine du confluent de l'Oise (inclus) à l'embouchure » au sein du bassin Seine-Normandie. Elle est drainée par le ruisseau de la Maimbriere,.

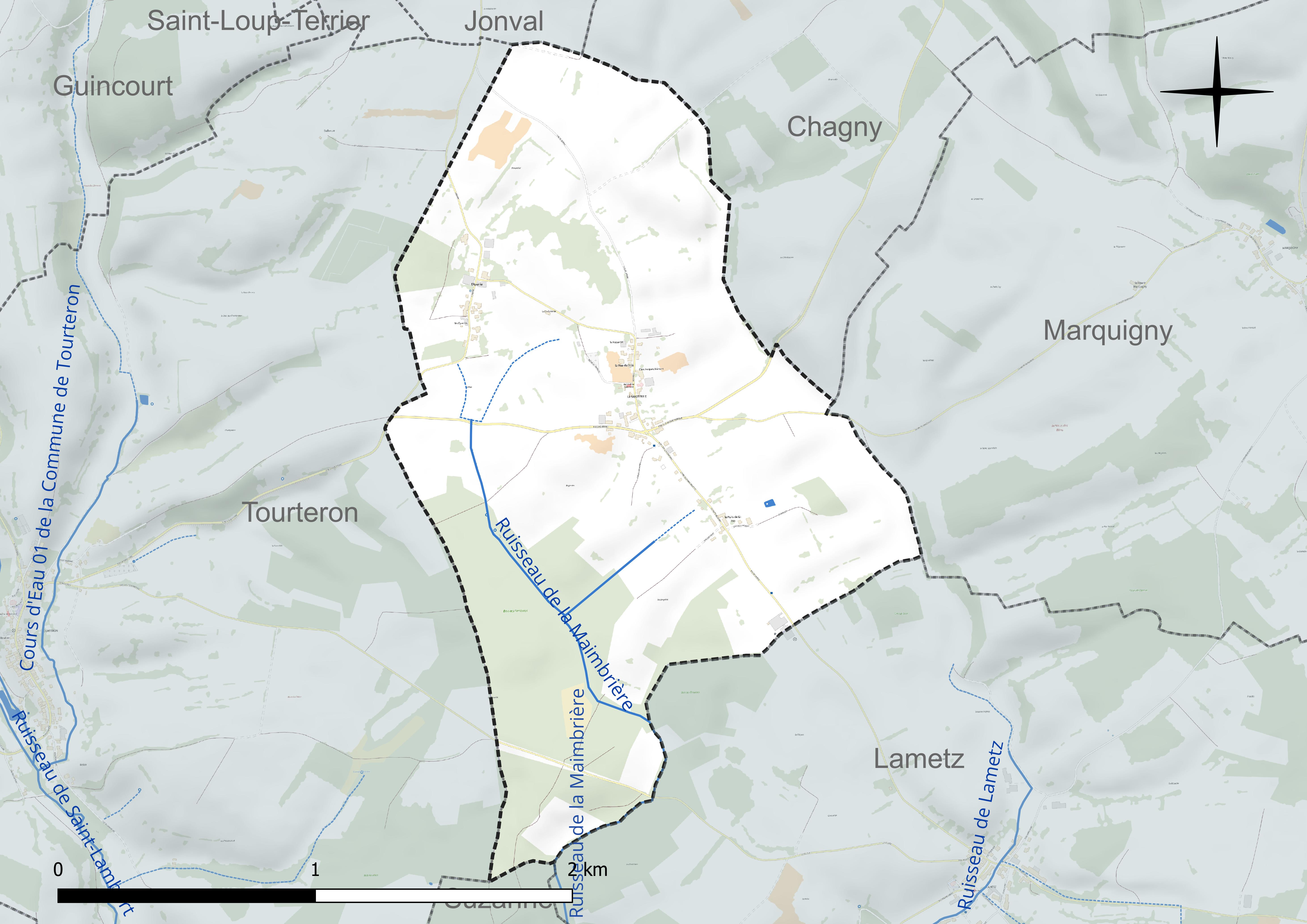
Réseau hydrographique de la Sabotterie.

### Climat
Pour des articles plus généraux, voir Climat du Grand Est et Climat des Ardennes.
En 2010, le climat de la commune est de type climat des marges montargnardes, selon une étude du Centre national de la recherche scientifique s'appuyant sur une série de données couvrant la période 1971-2000. En 2020, Météo-France publie une typologie des climats de la France métropolitaine dans laquelle la commune est exposée à un climat océanique altéré et est dans la région climatique Nord-est du bassin Parisien, caractérisée par un ensoleillement médiocre, une pluviométrie moyenne régulièrement répartie au cours de l’année et un hiver froid (3 °C).
Pour la période 1971-2000, la température annuelle moyenne est de 9,8 °C, avec une amplitude thermique annuelle de 15,8 °C. Le cumul annuel moyen de précipitations est de 908 mm, avec 13,4 jours de précipitations en janvier et 9,4 jours en juillet. Pour la période 1991-2020, la température moyenne annuelle observée sur la station météorologique de Météo-France la plus proche, « Launois-sur-Vence_sapc », sur la commune de Launois-sur-Vence à 15 km à vol d'oiseau, est de 10,5 °C et le cumul annuel moyen de précipitations est de 889,5 mm. 
La température maximale relevée sur cette station est de 39,4 °C, atteinte le 25 juillet 2019 ; la température minimale est de −12,8 °C, atteinte le 7 février 2012,,.
Les paramètres climatiques de la commune ont été estimés pour le milieu du siècle (2041-2070) selon différents scénarios d'émission de gaz à effet de serre à partir des nouvelles projections climatiques de référence DRIAS-2020. Ils sont consultables sur un site dédié publié par Météo-France en novembre 2022.

## Urbanisme

### Typologie
Au 1er janvier 2024, La Sabotterie est catégorisée commune rurale à habitat dispersé, selon la nouvelle grille communale de densité à 7 niveaux définie par l'Insee en 2022.
Elle est située hors unité urbaine. Par ailleurs la commune fait partie de l'aire d'attraction de Charleville-Mézières, dont elle est une commune de la couronne,. Cette aire, qui regroupe 132 communes, est catégorisée dans les aires de 50 000 à moins de 200 000 habitants,.

### Occupation des sols
L'occupation des sols de la commune, telle qu'elle ressort de la base de données européenne d’occupation biophysique des sols Corine Land Cover (CLC), est marquée par l'importance des territoires agricoles (77,5 % en 2018), en augmentation par rapport à 1990 (70,4 %). La répartition détaillée en 2018 est la suivante : prairies (49,1 %), forêts (22,5 %), terres arables (20 %), zones agricoles hétérogènes (8,4 %). L'évolution de l’occupation des sols de la commune et de ses infrastructures peut être observée sur les différentes représentations cartographiques du territoire : la carte de Cassini (XVIIIe siècle), la carte d'état-major (1820-1866) et les cartes ou photos aériennes de l'IGN pour la période actuelle (1950 à aujourd'hui).

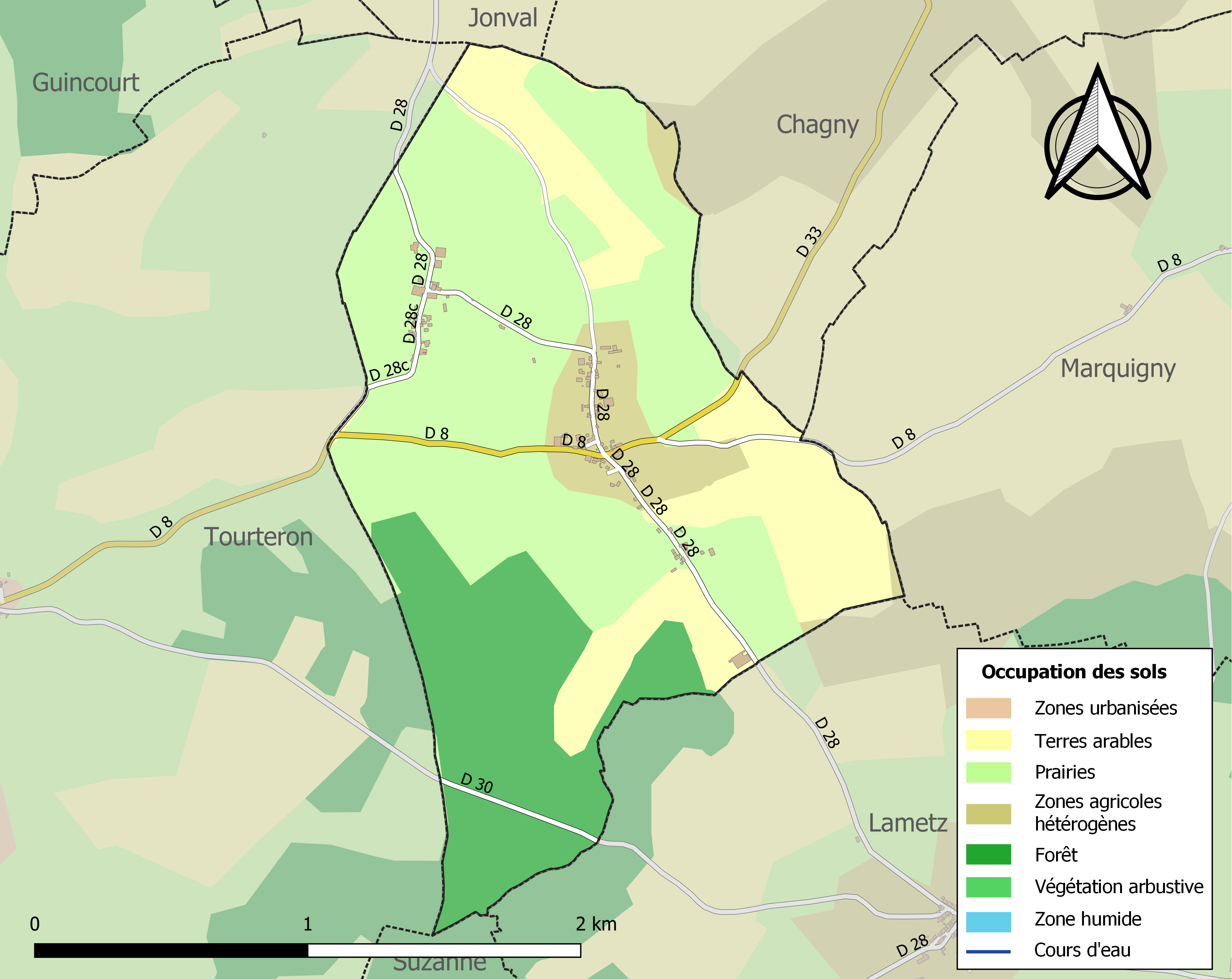
Carte des infrastructures et de l'occupation des sols de la commune en 2018 (CLC).

## Toponymie

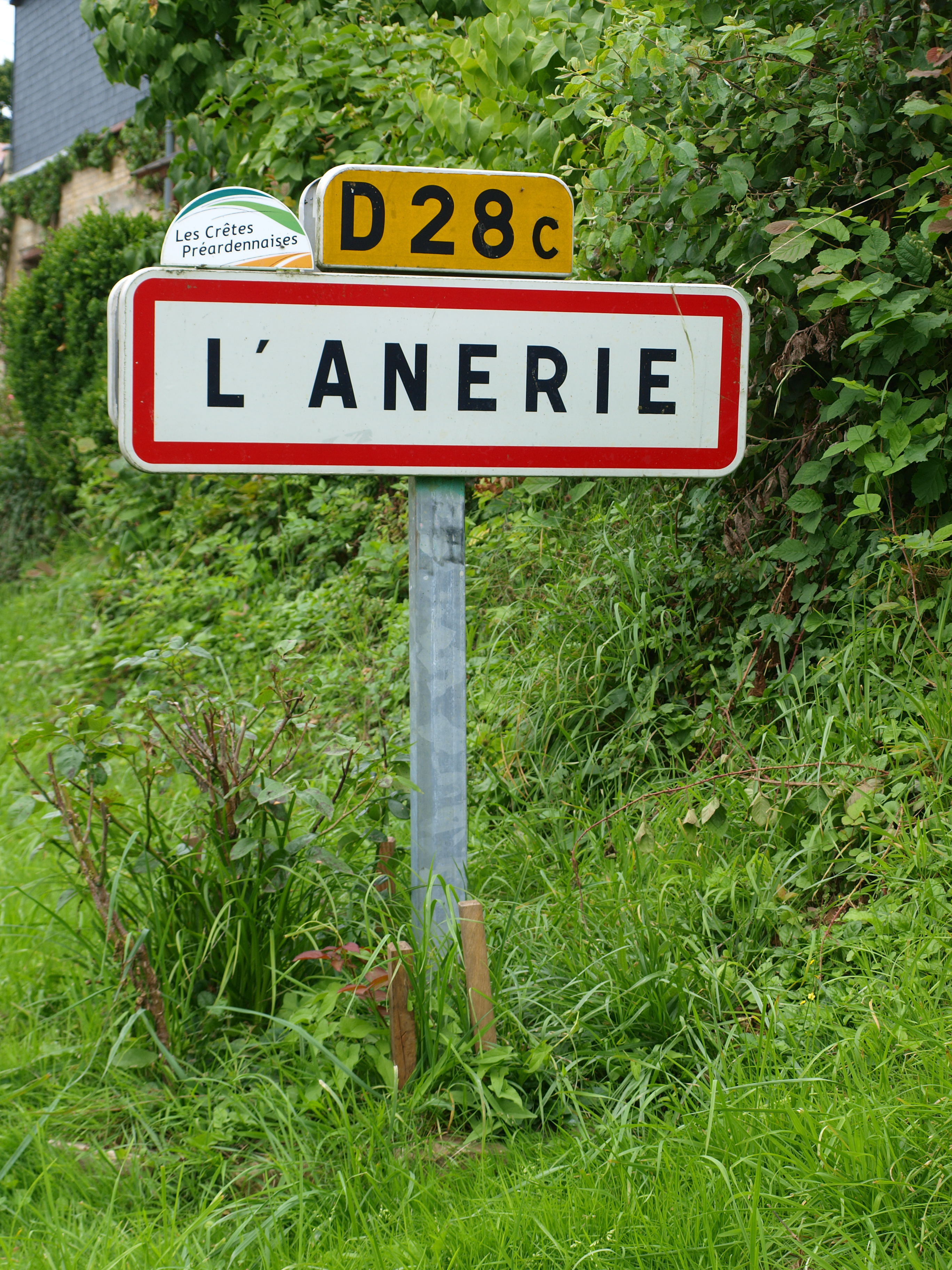
La Sabotterie : panneau de l'Anerie

La Sabotterie fut érigée en commune, en 1793, aux dépens du territoire de la commune de Tourteron. Cette commune se compose de trois hameaux : la Sabotterie, l'Ânerie et le Puits de Là Bas.
Diverses caractéristiques sont à l'origine des noms des hameaux : à la Sabotterie, il y a longtemps, il y avait des sabotiers mais depuis ce métier a disparu. L'Ânerie était un relais pour les transporteurs qui circulaient avec des ânes, ils changeaient d'animaux car après un long voyage, ceux-ci n'avaient plus assez de force. Au Puits de Là Bas, les habitants pouvaient se ravitailler en eau dans un puits qui actuellement n'est plus accessible et dont l'eau n'est plus potable.
Même en cherchant bien dans l'histoire du village, les amateurs n'ont pas retrouvé l'origine des deux t au village de la Sabotterie.

## Politique et administration
| Période                                  | Période    | Identité           | Étiquette                             | Qualité                        |
| ---------------------------------------- | ---------- | ------------------ | ------------------------------------- | ------------------------------ |
| juin 2020                                | En cours   | Marie Baumel       |                                       | Retraité                       |
| 2001                                     | 2020       | Christian Pierrard |                                       |                                |
|                                          |            |                    |                                       |                                |
| 1956                                     | 1995       | Rémy Courtois      |                                       |                                |
| 1935                                     | 1956       | Raymond Lefèvre    | Républicain indépendant PRL puis CNIP | Agriculteur Député (1951-1955) |
| 1879                                     |            | Miroy              |                                       |                                |
| avant 1875                               | après 1876 | Pothier            |                                       |                                |
| Les données manquantes sont à compléter. |            |                    |                                       |                                |

## Démographie
L'évolution du nombre d'habitants est connue à travers les recensements de la population effectués dans la commune depuis 1793. Pour les communes de moins de 10 000 habitants, une enquête de recensement portant sur toute la population est réalisée tous les cinq ans, les populations de référence des années intermédiaires étant quant à elles estimées par interpolation ou extrapolation. Pour la commune, le premier recensement exhaustif entrant dans le cadre du nouveau dispositif a été réalisé en 2005.

En 2022, la commune comptait 128 habitants, en évolution de +16,36 % par rapport à 2016 (Ardennes : −2,97 %, France hors Mayotte : +2,11 %).
| 1793 | 1800 | 1806 | 1821 | 1831 | 1836 | 1841 | 1846 | 1851 |
| ---- | ---- | ---- | ---- | ---- | ---- | ---- | ---- | ---- |
| 290  | 265  | 239  | 344  | 333  | 331  | 326  | 352  | 352  |

| 1866 | 1872 | 1876 | 1881 | 1886 | 1891 | 1896 | 1901 | 1906 |
| ---- | ---- | ---- | ---- | ---- | ---- | ---- | ---- | ---- |
| 302  | 262  | 291  | 294  | 293  | 287  | 266  | 247  | 214  |

| 1911 | 1921 | 1926 | 1931 | 1936 | 1946 | 1954 | 1962 | 1968 |
| ---- | ---- | ---- | ---- | ---- | ---- | ---- | ---- | ---- |
| 213  | 167  | 172  | 165  | 159  | 126  | 133  | 122  | 119  |

| 1975 | 1982 | 1990 | 1999 | 2005 | 2006 | 2010 | 2015 | 2020 |
| ---- | ---- | ---- | ---- | ---- | ---- | ---- | ---- | ---- |
| 92   | 84   | 97   | 92   | 92   | 91   | 75   | 106  | 125  |

| 2022 | - | - | - | - | - | - | - | - |
| ---- | - | - | - | - | - | - | - | - |
| 128  | - | - | - | - | - | - | - | - |

## Culture locale et patrimoine

### Infrastructures et économie
Son église a été rénovée en 2003 et son horloge installée en 1998 pour fêter ses 100 ans. Au début, elle se situait sur la place du cimetière du village. Dans l'allée centrale vous pouvez apercevoir des vestiges du sol de l'ancienne église.
De l'autre côté de la rue, la Mairie et son ancienne classe d'école rénovée en salle des fêtes. Beaucoup d'habitants racontent encore les histoires vécues dans cette classe. Le préau est par contre en mauvais état.
Le village dispose aussi d'une place où se déroule la fête communale le week-end de Pentecôte. Ils ont construit une nouvelle place avec un kiosque. De même un terrain de boules est disponible pour, comme tous les ans, le concours de boules du lundi de Pentecôte.
À l'Anerie, entre Jonval et la Sabotterie, il y a aussi une volaillerie. La Sabotterie accueille une entreprise familiale : la menuiserie SA Pierrard.

### Lieux et monuments
- Église Saint-Brice de La Sabotterie.

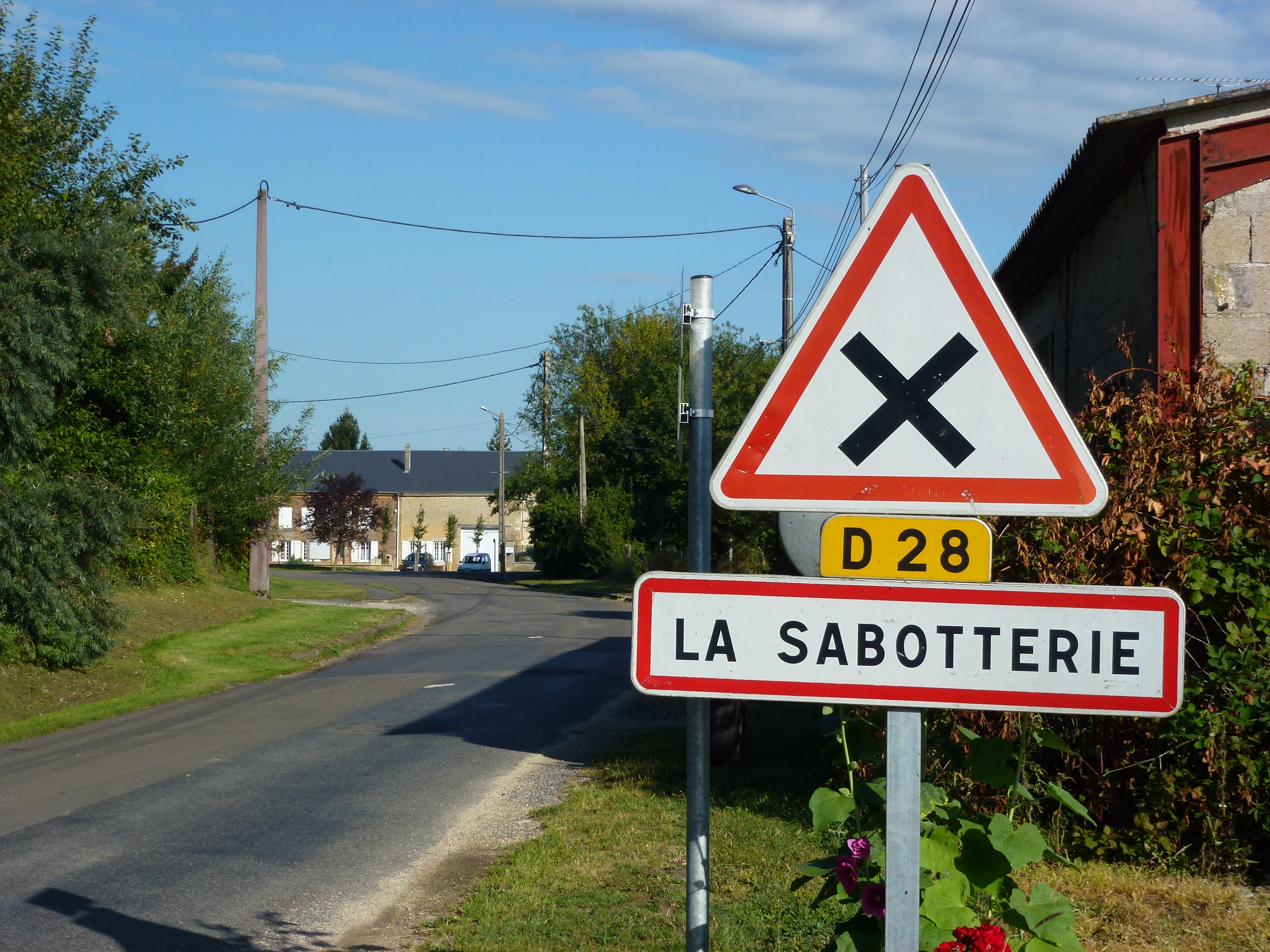
Entrée du village par la route de Lametz.
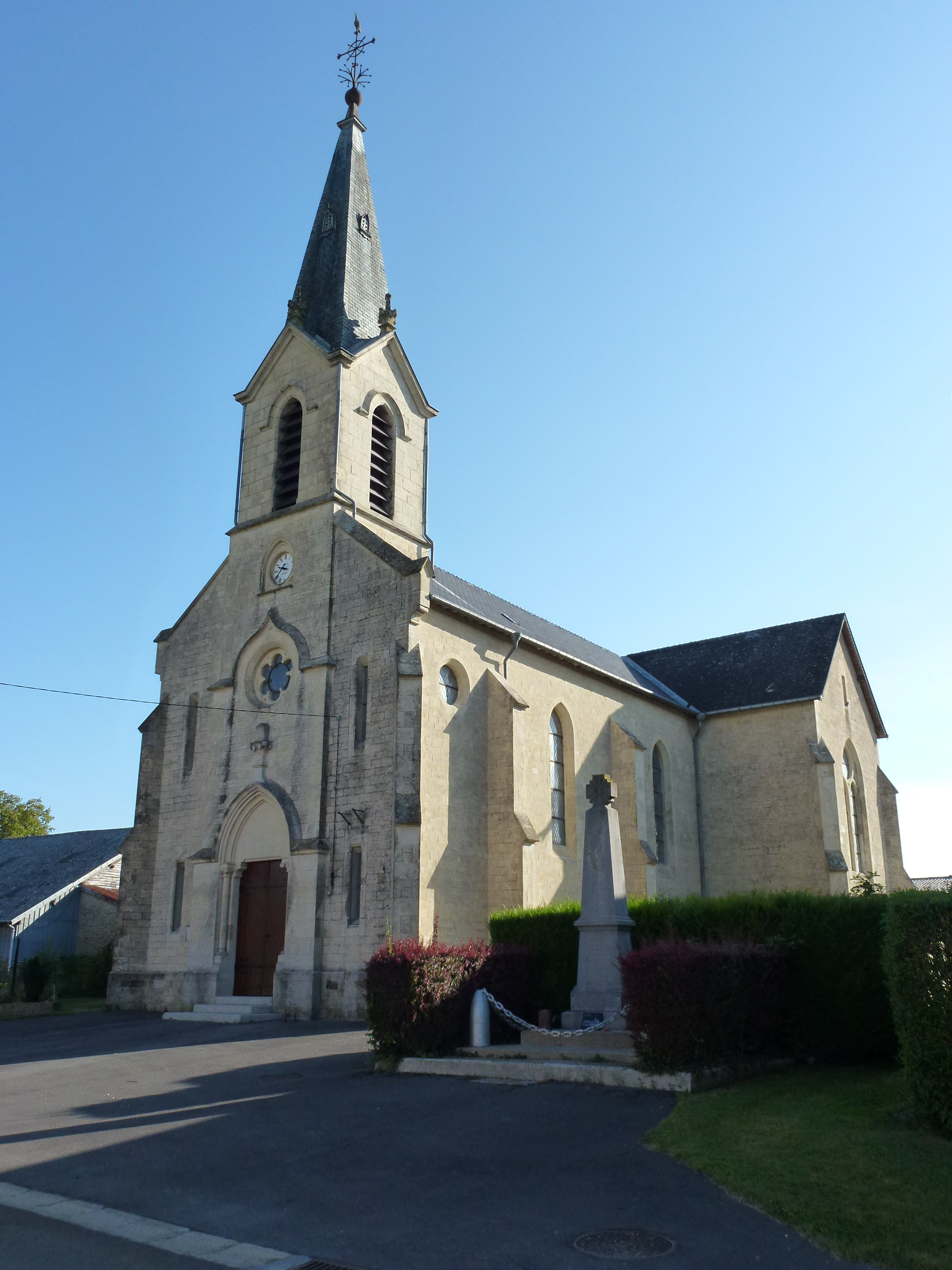
L'église Saint-Brice avec le monument aux morts.
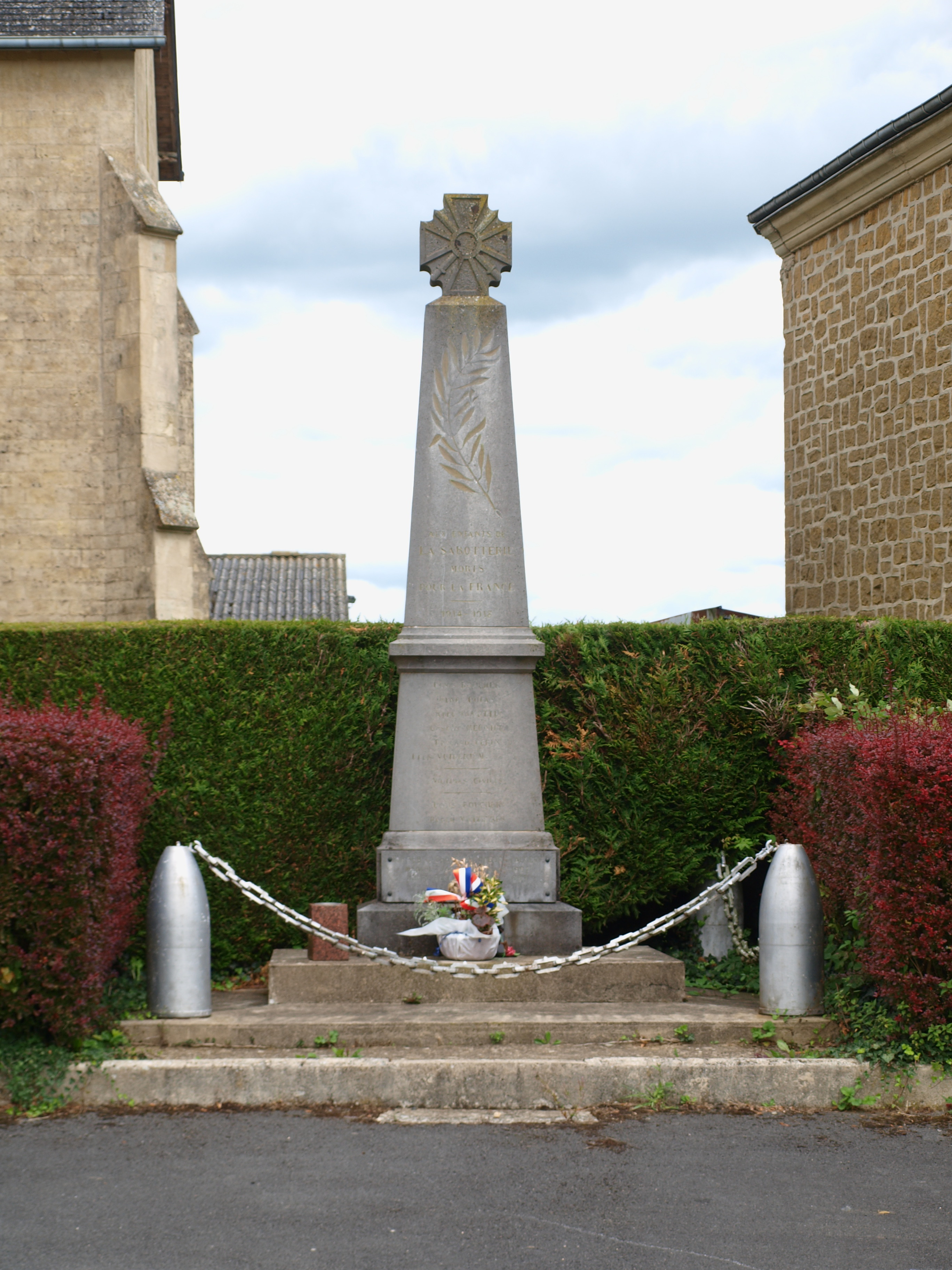
Monument aux Morts
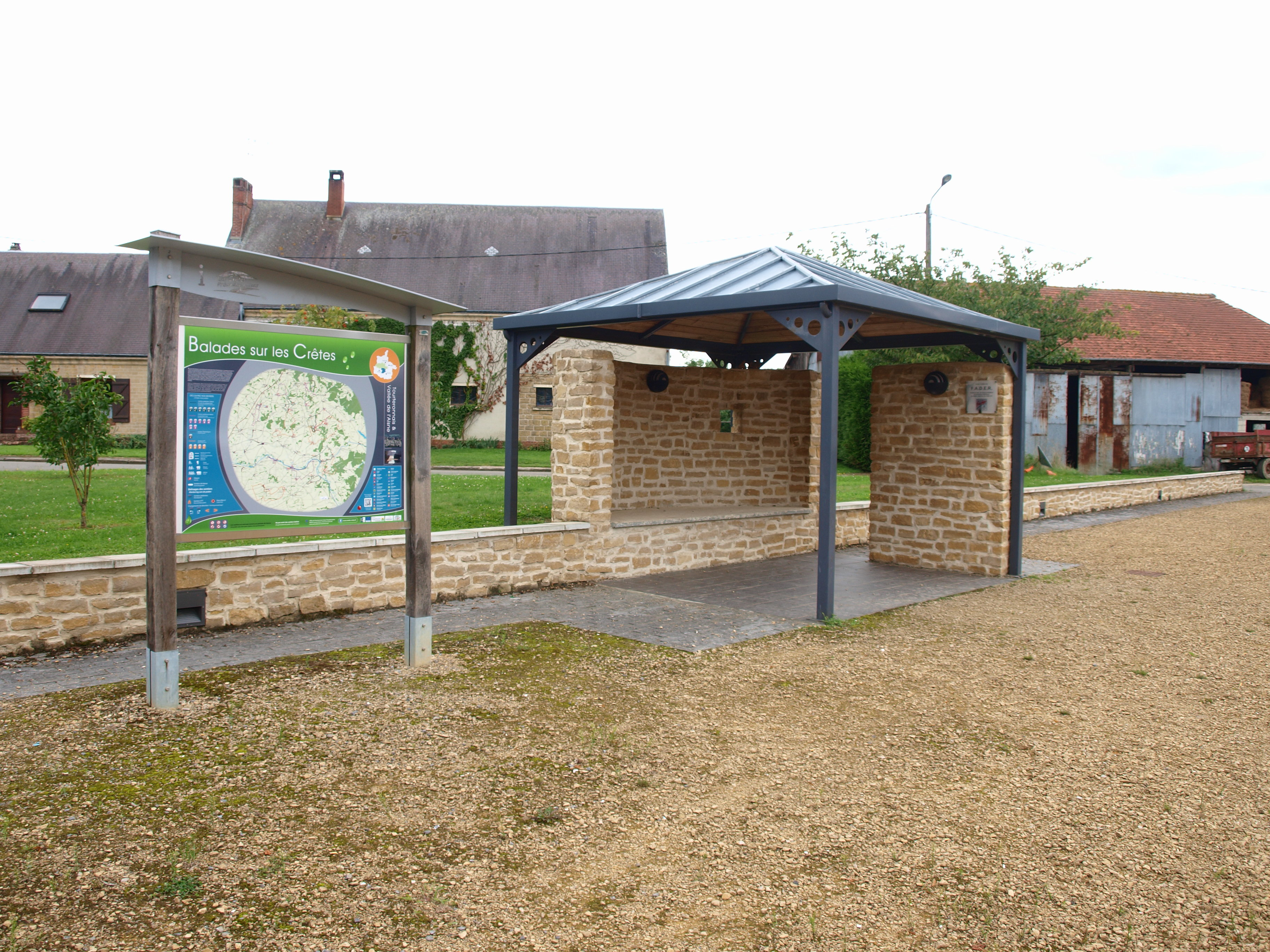
La place Saint-Brice avec le kiosque.

### Personnalités liées à la commune
- Raymond Lefèvre : maire de 1935 à 1956, député des Ardennes de 1951 à 1955

### Héraldique
| Armes de La Sabotterie | Les armes de La Sabotterie se blasonnent ainsi : Coupé : au 1er d’argent à la croix de gueules, à la bordure d’azur, au 2e de gueules au sabot d’or. |